# Copa do Porto de Hamburgo
A Copa  do Porto de Hamburgo, ou Hamburger Hafenpokal foi um torneio Internacional amistoso na cidade de Hamburgo, na Alemanha Ocidental, atual Alemanha, organizado pelo Hamburger SV e em 1989 pela prefeitura hamburguense. Foram seis edições entre os anos 1977 e 1989.  

## Os finais
- 1977: Hamburger SV x Liverpool FC 3-2
- 1978: Hamburger SV x Athletic de Bilbao 1-1, 4-2 pen.
- 1979: Hamburger SV x Valencia CF 3-0
- 1980: Southampton FC x Hamburger SV 0-0 4-2 pen.
- 1981: Hamburger SV x Celtic FC 3-1
- 1989: CR Flamengo x Hamburger SV 3-1

## Hamburger Hafenpokal 1989

### Clubes participantes
A ultima edição do Hafenpokal realizado no ano de 1989 teve como participantes quatro clubes, sendo dois da Alemanha Ocidental, um da já extinta Alemanha Oriental e um do Brasil. Todos os clubes receberam 100 000 Marcos por participar. O vencedor recebeu outras 200 000 Marcos e o finalista perdedor outros 100 000 Marcos. O terceiro recebeu 50 000 Marcos.
| Clubes Participantes                                    |
| ------------------------------------------------------- |
| 1ª Colocado Flamengo - Brasil                           |
| 2º Colocado Hamburgo SV - Alemanha Ocidental            |
| 3º Colocado Dynamo Dresden - Alemanha Oriental          |
| 4ª Colocado Saint-Pauli (Hamburgo) - Alemanha Ocidental |

### Jogos
Todos jogos foram no Estádio Millerntor do St. Pauli. 
|  | Semifinais     | Semifinais |   |                | Final          | Final |  |
|  |                |            |   |                |                |       |  |
|  | 10/08          |            |   |                |                |       |  |
|  | Hamburger SV   | 1          |   |                |                |       |  |
|  | Dynamo Dresden | 0          |   |                |                |       |  |
|  |                |            |   |                |                |       |  |
|  |                |            |   |                |                |       |  |
|  |                |            |   |                | Hamburger SV   | 1     |  |
|  |                | Flamengo   | 3 |                |                |       |  |
|  |                |            |   |                |                |       |  |
|  |                |            |   |                |                |       |  |
|  |                |            |   |                | Terceiro lugar |       |  |
|  | 10/08          |            |   |                |                |       |  |
|  | Saint-Pauli    | 0          |   | Dynamo Dresden | 2              |       |  |
|  | Flamengo       | 2          |   |                | Saint-Pauli    | 1     |  |

### Campeão
| Copa do Porto de Hamburgo de 1989 |
| Brasil                            |
| --------------------------------- |
| FLAMENGO Campeão' (1º título)     |